# Halictus aeneobrunneus
Halictus aeneobrunneus är en biart som beskrevs av Pérez 1895. Halictus aeneobrunneus ingår i släktet bandbin, och familjen vägbin. Inga underarter finns listade i Catalogue of Life.